# Chikkannanahalli, Koratagere
Chikkannanahalli là một làng thuộc tehsil Koratagere, huyện Tumkur, bang Karnataka, Ấn Độ.